# Botanophila subnitida
Botanophila subnitida este o specie de muște din genul Botanophila, familia Anthomyiidae. A fost descrisă pentru prima dată de Malloch în anul 1920.
Este endemică în Alaska. Conform Catalogue of Life specia Botanophila subnitida nu are subspecii cunoscute.